# Dol pri Hrastovljah
Dol pri Hrastovljah (wł. Villadolo) – wieś w Słowenii, w gminie miejskiej Koper. 1 stycznia 2018 liczyła 97 mieszkańców.